# 105-й меридіан східної довготи
105-й меридіан східної довготи — лінія довготи, що лежить на 105 градусів східніше Гринвіцького меридіана. Вона проходить від Північного полюса через Північний Льодовитий океан, Азію, Індійський океан, Південний океан та Антарктиду до Південного полюса.
105-й меридіан східної довготи формує велике коло разом із 75-тим меридіаном західної довготи.
Це центральний меридіан часового поясу UTC+7.

## Список географічних об'єктів, що перетинає 105° сх. д.
Починаючи на Північному полюсі та рухаючись до Південного полюса, 105-й меридіан східної довготи проходить через:
| Координати                                                   | Країна, територія або море | Примітки                                                                                      |
| ------------------------------------------------------------ | -------------------------- | --------------------------------------------------------------------------------------------- |
| 90°0′ пн. ш. 105°0′ сх. д. / 90.000° пн. ш. 105.000° сх. д.  | Північний Льодовитий океан |                                                                                               |
| 80°4′ пн. ш. 105°0′ сх. д. / 80.067° пн. ш. 105.000° сх. д.  | Море Лаптєвих              |                                                                                               |
| 78°50′ пн. ш. 105°0′ сх. д. / 78.833° пн. ш. 105.000° сх. д. | Росія                      | Північна Земля — проходить через острів Більшовик                                             |
| 78°21′ пн. ш. 105°0′ сх. д. / 78.350° пн. ш. 105.000° сх. д. | Море Лаптєвих              |                                                                                               |
| 77°35′ пн. ш. 105°0′ сх. д. / 77.583° пн. ш. 105.000° сх. д. | Росія                      | Проходить через озеро Байкал                                                                  |
| 50°24′ пн. ш. 105°0′ сх. д. / 50.400° пн. ш. 105.000° сх. д. | Монголія                   |                                                                                               |
| 41°36′ пн. ш. 105°0′ сх. д. / 41.600° пн. ш. 105.000° сх. д. | КНР                        | Внутрішня Монголія Нінся Ганьсу Сичуань Юньнань Гуйчжоу Гуансі Юньнань                        |
| 23°13′ пн. ш. 105°0′ сх. д. / 23.217° пн. ш. 105.000° сх. д. | В'єтнам                    |                                                                                               |
| 18°45′ пн. ш. 105°0′ сх. д. / 18.750° пн. ш. 105.000° сх. д. | Лаос                       |                                                                                               |
| 16°16′ пн. ш. 105°0′ сх. д. / 16.267° пн. ш. 105.000° сх. д. | Таїланд                    |                                                                                               |
| 14°18′ пн. ш. 105°0′ сх. д. / 14.300° пн. ш. 105.000° сх. д. | Камбоджа                   | Проходить східніше Пномпеня                                                                   |
| 10°40′ пн. ш. 105°0′ сх. д. / 10.667° пн. ш. 105.000° сх. д. | В'єтнам                    |                                                                                               |
| 8°35′ пн. ш. 105°0′ сх. д. / 8.583° пн. ш. 105.000° сх. д.   | Південнокитайське море     | Проходить східніше острова Лінгга[en], Індонезія Проходить західніше острова Банка, Індонезія |
| 2°21′ пд. ш. 105°0′ сх. д. / 2.350° пд. ш. 105.000° сх. д.   | Індонезія                  | Проходить через острів Суматра                                                                |
| 5°43′ пд. ш. 105°0′ сх. д. / 5.717° пд. ш. 105.000° сх. д.   | Індійський океан           | Проходить західніше острова Панаїтан, Індонезія Проходить західніше острова Ява, Індонезія    |
| 60°0′ пд. ш. 105°0′ сх. д. / 60.000° пд. ш. 105.000° сх. д.  | Південний океан            |                                                                                               |
| 66°4′ пд. ш. 105°0′ сх. д. / 66.067° пд. ш. 105.000° сх. д.  | Антарктида                 | Проходить через Австралійську антарктичну територію (претендує Австралія)                     |